# Apollonia 6
Apollonia 6 sono state un gruppo femminile statunitense creato nel 1983 da Prince in prosecuzione delle Vanity 6 a seguito dell'abbandono della cantante Vanity sostituita da Patricia Kotero, ribattezzata Apollonia.

## Storia
Nel 1983 l'improvviso quanto inatteso abbandono di Vanity, avvenuto immediatamente prima dell'inizio delle riprese di Purple Rain e con buona parte del materiale del secondo album delle Vanity 6 già pronta, costrinse Prince a iniziare un frenetico giro di audizioni per trovare velocemente una sostituta. La scelta cadde su Patricia Kotero, attrice e modella californiana figlia di genitori di origine messicana che era già apparsa in serie Tv come CHiPs, Fantasilandia e The Mystic Warrior (mai trasmessa in Italia), nonché in alcuni videoclip (The Other Woman di Ray Parker Jr.).
La Kotero fu inserita nel trio che, ovviamente, aveva bisogno di cambiare nome: fu ribattezzata Apollonia (il suo secondo nome di battesimo), con conseguente estensione al gruppo, che fu messo subito all'opera per una nuova versione di Manic Monday. Tuttavia, il pezzo, sebbene fosse stato incluso nella musicassetta distribuita in anteprima per gli addetti ai lavori, fu poi scartato per le insufficienti doti vocali della cantante principale (nell'album fu necessario inserire come coriste "di rinforzo" Jill Jones e Lisa Coleman).
Il primo singolo a uscire, nell'agosto del 1984, fu Sex Shooter che, nonostante il traino della provocante scena del film in cui il brano viene eseguito, raggiunse solo la posizione n. 62 della Billboard Hot 200. Ancora meno fortunato fu il successivo Blue limousine.
Il 1º ottobre 1984 uscì l'album Apollonia 6, costituito da 7 brani per una durata di 31 minuti. Pur essendo interamente composto e prodotto da Prince, i suoi risultati di vendita furono modesti. Nessuna partecipazione a un tour era stata programmata e la promozione in TV, Europa compresa, aveva dati deboli ritorni, né era bastato inserire nella colonna sonora del film il duetto con Prince in Take me with U. Solo in seguito le Apollonia 6 apparvero in qualche data del tour di Purple Rain, per il quale erano state scartate dal ruolo di supporter in favore di Sheila E..
All'artista di Minneapolis fu chiaro che la Kotero considerava il suo ruolo nel gruppo come un contratto a tempo determinato in attesa di proseguire con altri impegni.. Va precisato che tra i due non ci fu mai alcun legame sentimentale (era sposata ma la cosa venne tenuta riservata per alimentare il gossip) e che, negli anni, la Kotero ha dichiarato di essere stata trattata sempre con il massimo rispetto e affetto.
I progetti per girare altri video dei brani dell'album non ebbero seguito. Fu prodotto un cortometraggio dal titolo Happy Birthday Mr. Christian in cui le Apollonia 6 eseguivano quattro brani: seppure fossero state terminate le riprese sotto la regia di Brian Thomson, non ne fu terminato il montaggio finale né tantomeno venne pubblicato.
Prince, visti i modesti risultati commerciali e il crescente disinteresse della Kotero, sciolse definitivamente la formazione nel 1985.

## Formazione
- Apollonia (Patricia Kotero)
- Brenda Bennett
- Susan Moonsie

## Discografia

### Album
- Apollonia 6 (1984), Paisley Park

### Singoli
- Sex shooter (1984), Paisley Park
- Blue limousine (1984), Paisley Park